# علی طاهر
محمد علی طاهر پاراسونگ (۹ فوریه ۱۹۶۱–۳ ژانویه ۲۰۲۱) یک سیاستمدار اندونزیایی از حزب حاکمیت ملی بود.
طاهر در لاماکرا، یک دهکده ماهیگیری مسلمان کوچک در استان با اکثریت مسیحی شرق نوسا تنگگارا در ۹ فوریه ۱۹۶۱ به دنیا آمد.
در ۲۷ دسامبر ۲۰۲۰، طاهر در جریان همه‌گیری کووید -۱۹ در اندونزی مبتلا به کووید-۱۹ شد. او تصمیم گرفت در بیمارستان اسلامی جاکارتا درمان شود، زیرا اکثر بیماران کووید-۱۹ که به آن بیمارستان آورده شده بودند بهبود یافتند. پس از اینکه اشباع اکسیژن او برای مدت کوتاهی در ۲ ژانویه افزایش یافت، سلامت طاهر رو به وخامت گذاشت تا اینکه در ساعت ۱۴:۰۰ در ۳ ژانویه ۲۰۲۱ درگذشت.